# Manuel Lando
Manuel Lando (4 de agosto de 2000) es un deportista de Italia que compite en atletismo. Ganó una medalla de plata en el Campeonato Europeo de Atletismo Sub-23 de 2021, en la prueba de salto de altura.